# な

En la escritura japonesa, los caracteres silábicos (o, con más propiedad, moraicos) な (hiragana) y ナ (katakana) ocupan el 21.eɽ lugar en el sistema moderno de ordenación alfabética gojūon (五十音), entre と y に; y el 21.º en el poema iroha, entre ね y ら. En la tabla a la derecha, que sigue el orden gojūon (por columnas, y de derecha a izquierda), se encuentra en la quinta columna (な行, "columna NA") y la primera fila (あ段, "fila A").
Tanto な como ナ provienen dei kanji 奈; 玻 o tal vez 索.
Existe una versión hentaigana de な, , que proviene del kanji 奈.

## Romanización
Según los sistemas de romanización Hepburn, Kunrei-shiki y Nihon-shiki, な, ナ se romanizan como "na".

## Escritura
| Escritura de な | Escritura de ナ |

El carácter な se escribe con cuatro trazos:
1. Trazo horizontal corto en la parte superior izquierda del carácter.
2. Trazo casi vertical que corta al primero. En estos trazos se parece al carácter た.
3. En la parte derecha del carácter, un pequeño gancho.
4. Debajo del tercer trazo, un trazo vertical que se curva a la izquierda, formando un bucle. A veces, este trazo y el anterior, se dibujan unidos.

El carácter ナ se escribe con dos trazos:
1. Trazo horizontal.
2. Trazo vertical que al final se curva hacia la izquierda.

## Otras representaciones
- Sistema Braille:

| ●－ －－ ●－ |

- Alfabeto fonético: 「索護屋のナ」 ("el na de Nagoya")
- Código Morse: ・－・

- Datos: Q40661
- Multimedia: な / Q40661